# Szlovénia budapesti nagykövetsége
Szlovénia budapesti nagykövetsége a II. kerületi Cseppkő u. 68. szám alatt található.

## Feladatai
- Szlovénia képviselete Magyarországon.
- Konzuli segítség nyújtása a Magyarországon tartózkodó szlovén állampolgárok számára.
- A magyarországi szlovén kisebbséggel (rábavidéki szlovének) való kapcsolatok ápolása és szorosabbra fűzése.
- Folyamatos kapcsolattartás és új kapcsolatok kiépítése a magyar közigazgatással, intézmények, alapítványok, egyetemek és egyéb szervezetek illetve ezek hivatalos képviselőivel.
- Információk közvetítése Szlovéniáról, illetve a közös érdekkörbe tartozó területeken való együttműködés lehetőségeiről, és az országok közötti együttműködés szorosabbá tételéhez szükséges feltételek megteremtése ezeken a területeken.
- Szlovén természetes és jogi személyek tájékoztatása az akkreditáció országaiban való gazdasági együttműködési lehetőségekről..

## Jelentősége
A két ország számára különleges összekötő kapcsot jelentenek a határon túl élő nemzeti közösségek: identitásuk, nyelvük és kultúrájuk megőrzése, valamint a nemzetiségek által lakott területek gazdasági fejlesztése. 
Szlovénia és Magyarország gazdasági kapcsolatai szerteágazóak. Mindkét oldalon adottak a gazdasági kapcsolatok elmélyítésre, a közlekedési infrastruktúra fejlesztésére és a határon átnyúló projektek megvalósulására irányuló érdekek és lehetőségek. 

## Története
Magyarország 1992 január 15-én ismerte el hivatalosan a Szlovén Köztársaságot. 
A jelenlegi nagykövet Robert Kokalj, 2017. szeptember 6-án adta át megbízólevelét Áder János köztársasági elnöknek.

## Egykori nagykövetek
- 2021– Marjan Cencen(wd)
- 2017–2021 Robert Kokalj(wd)
- 2013–2017 Ksenija Škrilec(wd)
- 2009-2013 Darja Bavdaž Kuret(wd)
- 2006–2008 Ladislav Lipič(wd)
- 2002–2006 Andrej Gerenčer(wd)
- 1998-2002 Ida Močivnik(wd)
- 1992-1998 Hajós Ferenc